# Гайд-Парк (переписна місцевість, Нью-Йорк)
Гайд-Парк (англ. Hyde Park) — переписна місцевість (CDP) в США, в окрузі Дачесс штату Нью-Йорк. Населення — 1925 осіб (2020).

## Географія
Гайд-Парк розташований за координатами 41°46′57″ пн. ш. 73°56′4″ зх. д. / 41.78250° пн. ш. 73.93444° зх. д. (41.782602, -73.934474).  За даними Бюро перепису населення США в 2010 році переписна місцевість мала площу 3,13 км², з яких 3,12 км² — суходіл та 0,00 км² — водойми.

## Демографія
Згідно з переписом 2010 року, у переписній місцевості мешкало 1908 осіб у 792 домогосподарствах у складі 486 родин. Густота населення становила 610 осіб/км².  Було 847 помешкань (271/км²).
Расовий склад населення:
| - 92,2 % — білих - 3,3 % — чорних або афроамериканців - 1,7 % — азіатів - 0,1 % — корінних американців - 1,6 % — осіб інших рас |

До двох чи більше рас належало 1,1 %. Частка іспаномовних становила 4,9 % від усіх жителів.
За віковим діапазоном населення розподілялося таким чином: 21,5 % — особи молодші 18 років, 60,0 % — особи у віці 18—64 років, 18,5 % — особи у віці 65 років та старші. Медіана віку мешканця становила 43,3 року. На 100 осіб жіночої статі у переписній місцевості припадало 95,5 чоловіків;  на 100 жінок у віці від 18 років та старших — 94,5 чоловіків також старших 18 років.
Середній дохід на одне домашнє господарство  становив 79 196 доларів США (медіана — 75 500), а середній дохід на одну сім'ю — 90 654 долари (медіана — 85 183). Медіана доходів становила 51 563 долари для чоловіків та 51 731 долар для жінок. За межею бідності перебувало 12,8 % осіб, у тому числі 25,8 % дітей у віці до 18 років та 5,4 % осіб у віці 65 років та старших.
Цивільне працевлаштоване населення становило 1089 осіб. Основні галузі зайнятості: освіта, охорона здоров'я та соціальна допомога — 49,0 %, мистецтво, розваги та відпочинок — 14,3 %, роздрібна торгівля — 9,6 %, науковці, спеціалісти, менеджери — 7,0 %.